# Primer Ministre de Costa d'Ivori

Blasó de Costa d'Ivori

El primer ministre és el cap de govern de Costa d'Ivori.
Aquesta és la llista dels primers ministres de Costa d'Ivori des de la independència en 1960.
| Nom                                                               | Imatge                 | Començament del govern | Fi del govern          |
| ----------------------------------------------------------------- | ---------------------- | ---------------------- | ---------------------- |
| Félix Houphouët-Boigny (¹)                                        | Félix Houphouët-Boigny | 7 d'agost de 1960      | 27 de novembre de 1960 |
| Auguste Denise                                                    | Sense imatge           | 27 de novembre de 1960 | 7 de novembre de 1990  |
| Alassane Dramane Ouattara                                         | Alassane Ouattara      | 7 de novembre de 1990  | 11 de desembre de 1993 |
| Daniel Kablan Duncan                                              | Daniel Kablan Duncan   | 11 de desembre de 1993 | 24 de desembre de 1999 |
| Seydou Diarra                                                     | Sense imatge           | 18 de maig de 2000     | 27 d'octubre de 2000   |
| Pascal Affi N'Guessan                                             | Pascal Affi N'Guessan  | 27 d'octubre de 2000   | 25 de gener de 2003    |
| Seydou Diarra                                                     | Sense imatge           | 10 de febrer de 2003   | 7 de desembre de 2005  |
| Charles Konan Banny                                               | Sense imatge           | 7 de desembre de 2005  | 4 d'abril de 2007      |
| Guillaume Soro                                                    | Guillaume Soro         | 4 d'abril de 2007      | 13 de març de 2012     |
| Gilbert Aké deposat durant la segona guerra civil a Costa d'Ivori | Sense imatge           | 6 de desembre de 2010  | 11 d'abril de 2011     |
| Jeannot Ahoussou-Kouadio                                          |                        | 13 de març de 2012     | 21 de novembre de 2012 |
| Daniel Kablan Duncan (2a vegada)                                  | Daniel Kablan Duncan   | 21 de novembre de 2012 | 10 de gener de 2017    |
| Amadou Gon Coulibaly                                              |                        | 10 de gener de 2017    | 8 de juliol de 2020    |
| Hamed Bakayoko                                                    |                        | 2020                   | 2021                   |
| Patrick Achi                                                      |                        | 2021                   | Presente               |

(¹) també cap d'Estat